# Convención Bautista Nacional de Estados Unidos
La Convención Bautista Nacional de Estados Unidos (en inglés: National Baptist Convention, USA) es una asociación cristiana evangélica de iglesias bautistas en Estados Unidos. Su sede se encuentra en Nashville, Estados Unidos. Ella está afiliada a la Alianza Bautista Mundial.

## Historia

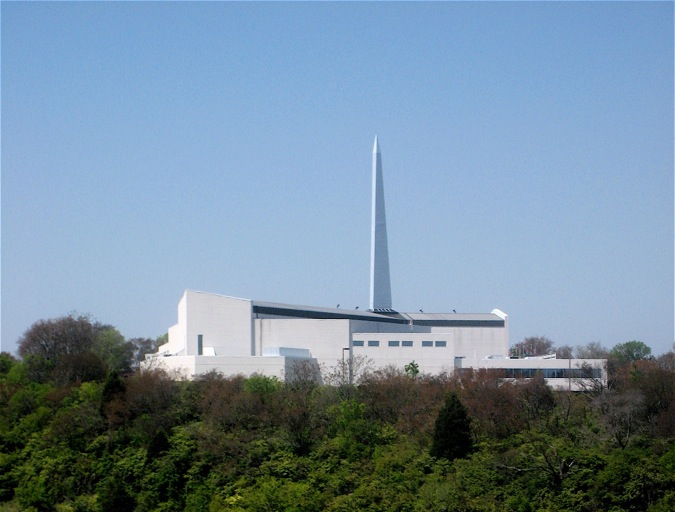
Sede de la Convención en Nashville.

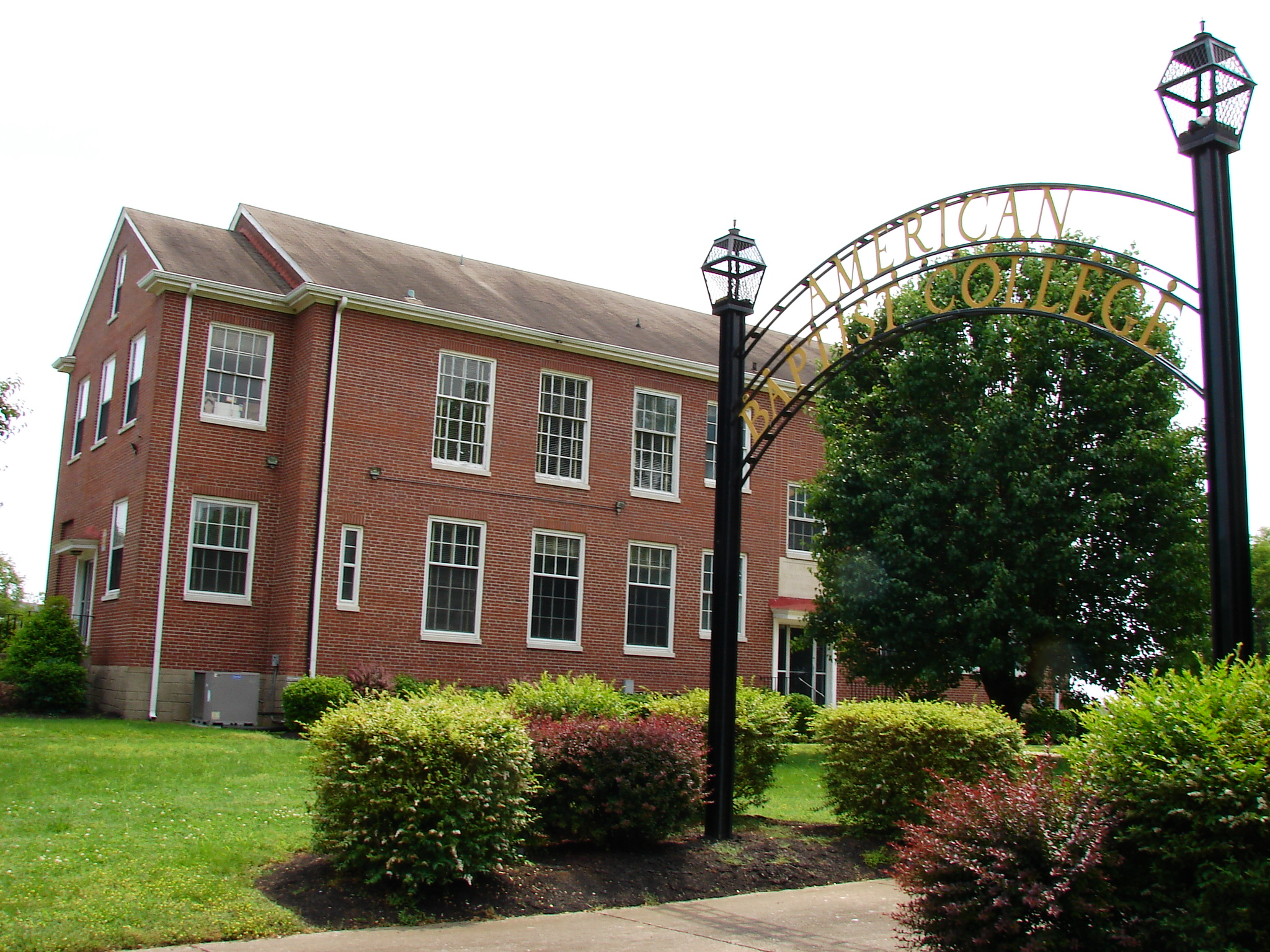
Colegio Bautista Americano.

La Convención tiene sus orígenes en la Convención Bautista de Misión Extranjera formada en 1880, la Convención Nacional Bautista de América formada en 1886 y la Convención Nacional de Educación Bautista formada en 1886. La Convención se fundó oficialmente con la fusión de estas tres organizaciones en 1895 bajo el nombre de Convención Bautista Nacional de Estados Unidos. En 1965, Trudy Trimm se convirtió en la primera mujer pastora ordenada en la Convención. Según un censo de la asociación de iglesias, en 2023 dijo que tenía 21,145 iglesias y 8,415,100 miembros.

## Escuelas
La Convención tiene un colegio, el Colegio Bautista Americano en Nashville.

## Organización Misionera
La Convención tiene una organización misionera, la Junta de Misiones Extranjeras.

## Programas sociales
Tiene una organización humanitaria, Disaster Management. 